# 挪威医疗系统

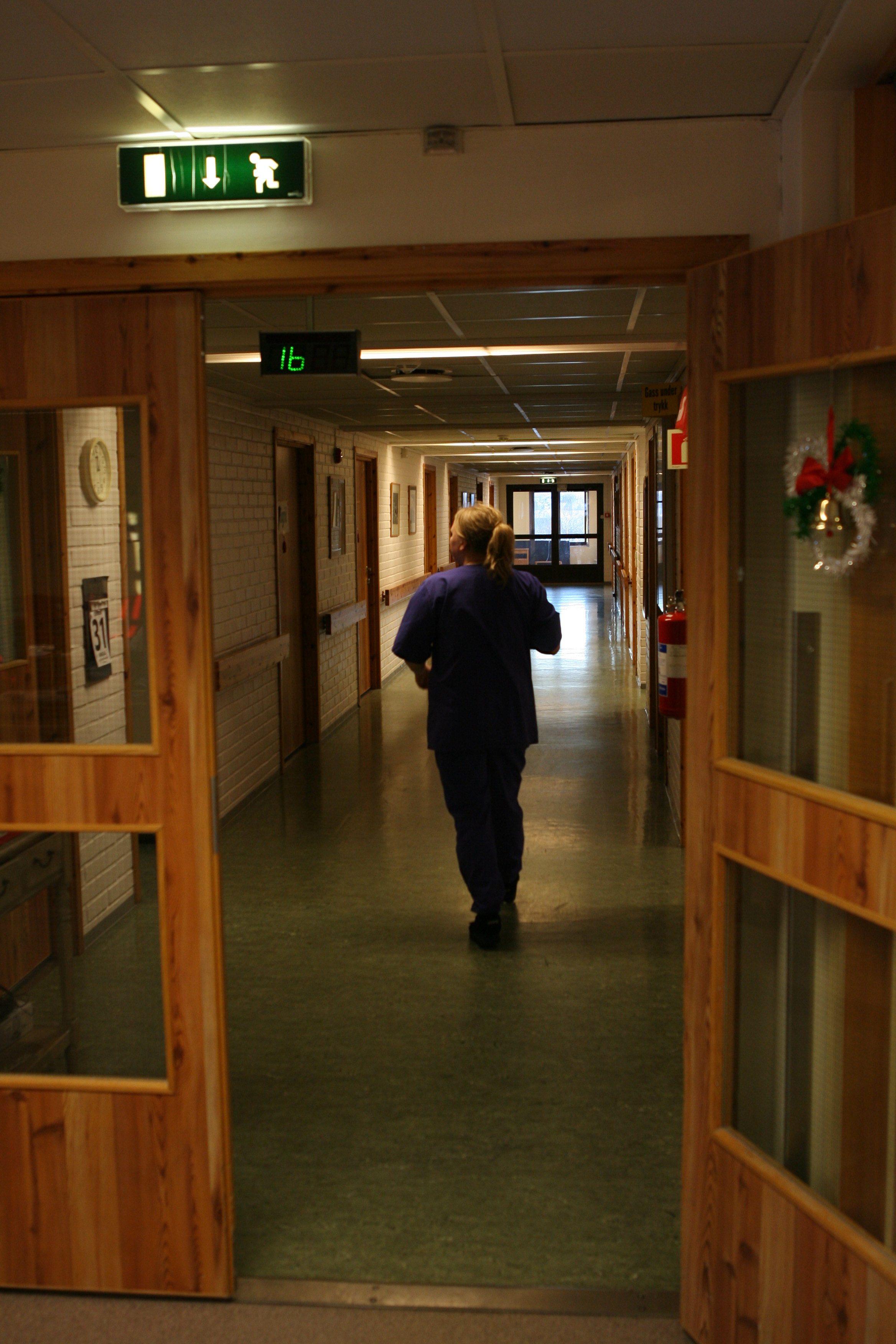
挪威北特伦德拉格地区的一间护士站

挪威所有的医院都是由公费资助的，医疗系统的开支纳入每年的国家预算。16岁以下的患者能无条件享受免费医疗，但成年人每年都需要支付一笔费用方可在当年享受免费医疗服务。

## 历史
19世纪，挪威曾在全国范围内任命“管区医政官”，负责管区内的公共卫生事务。为管区内的贫困人士提供医疗服务也是管区医政官的一项职责。19世纪80年代，挪威建成了分别由自治市政府管理的初級照護与由郡政府管理的专科医疗的两级医疗体系。二战结束后，作为推进国家福利体系的一部分，挪威引入了全民医保。挪威政府负责制定与医疗保障有关的法律，对医疗体系的具体管理则是由挪威卫生护理部负责。
1984年，挪威通过《自治市卫生服务法》，原有的卫生理事会和管区医政官建制取消，初級照護与卫生服务完全交由各自治市负责。2001年，挪威开始推广合约全科医生制度，所有居民都有权在自己居住的地区为自己选择一位合约全科医生。
2002年，挪威基督教民主党主导的联合政府对挪威的医疗系统进行了一次改革，将原本由各郡管理的医院划归国家管理。这次改革使得病人能更快享受到医疗服务，但也造成了医疗开支的上升。

## 数据

经合组织各国人均医疗支出，蓝色代表公费支出、粉紫色代表私费支出。左起第三个柱代表挪威的数据

挪威国民的预期寿命为81.53岁，高于欧盟平均值80.14。2010年，挪威的医疗支出为GDP的9.4%，占比在经合组织中处于中上水平。不过，因挪威人均GDP较高，每人的医疗支持高于大部分国家。挪威医疗支出中85%是公费来源，私人的医疗开支仅占GDP的1.4%。

## 对外国人的政策
欧盟居民在挪威境内的医疗费用可通过母国的医疗保障系统进行结算，其他国家的国民需要自付在挪威境内产生的医疗费用。16岁以下的非法移民能享受和挪威国民相同的医疗待遇，但成年非法移民只能享受免费的急救医疗服务。